# Evolvulus helianthemifolius
Evolvulus helianthemifolius là một loài thực vật có hoa trong họ Bìm bìm. Loài này được (Poir.) Lourteig mô tả khoa học đầu tiên năm 1991.